# Altenhagen
Altenhagen é um município da Alemanha, situado no distrito de Mecklenburgische Seenplatte, no estado de Mecklemburgo-Pomerânia Ocidental. Tem 11,05 km² de área, e sua população em 2019 foi estimada em 312 habitantes.